# Международный аэропорт имени Густаво Рохаса Пинилья
Международный аэропорт имени Густаво Рохаса Пинилья (исп. Aeropuerto Internacional Gustavo Rojas Pinilla), (ИАТА: ADZ, ИКАО: SKSP) — коммерческий аэропорт, расположенный в городе Сан-Андрес (департамент Сан-Андрес-и-Провиденсия, Колумбия). Основная воздушная гавань острова Сан-Андрес.
Аэропорт обслуживает регулярные внутренние и международные маршруты, а также чартерные рейсы из Европы и Северной Америки.

## Общие сведения
Порт получил своё официальное название в честь колумбийского политика и военного Густаво Рохаса Пинилья, который в середине 1950-х годов распорядился построить этот аэропорт.
Международный аэропорт имени Густаво Рохаса Пинилья занимает седьмое место среди всех коммерческих аэропортов Колумбии по объёму пассажирского потока. Основную часть трафика составляют туристы с материковой части страны. Большинство же туристов из-за рубежа сначала прибывают в один из основных аэропортов Колумбии или Панамы (Богота, Медельин, Кали, Картахена, Барранкилья), а затем наземным или водным транспортом добираются до острова Сан-Андрес.

## Авиапроисшествия
- 16 августа 2010 года. Самолёт Boeing 737-73V (регистрационный HK-4682) авиакомпании AIRES выполнял рейс 8250 по маршруту международный аэропорт Эль-Дорадо — международный аэропорт имени Густаво Рохаса Пинилья. При совершении посадки в аэропорту назначения в условиях сильной штормовой погоды лайнер приземлился до взлётно-посадочной полосы и разломился на три части. Из 116 человек на борту самолёта погибли двое, остальные получили травмы различной степени тяжести[2].